# 密穗雀麦
密穗雀麦（学名：Bromus sewerzowii）为禾本科雀麦属下的一个种。

## 扩展阅读
維基物種上的相關：密穗雀麦